# Fischbach (Sauer)
Der Fischbach ist ein etwa 6,4 km langer, nördlicher und orographisch linker Zufluss der Sauer (Saarbach) in der Südpfalz. Er fließt im rheinland-pfälzischen Landkreis Südwestpfalz.

## Verlauf
Der Fischbach entspringt im Süden des Pfälzerwaldes und im Südwesten vom deutschen Teil des Wasgaus. Seine Quelle liegt im Norden des Gemeindegebiets von Fischbach bei Dahn auf dem Nordwesthang des Großen Mückenkopf (484,9 m ü. NHN) auf etwa 325 m Höhe.
Anfangs fließt der Fischbach etwa 200 m nach Nordnordwesten und steuert dabei in Richtung des Braunsberges (463,4 m). Zwischen dem Großen Mückenkopf und dem Braunsberg nimmt er ein rechtsseitiges Rinnsal vom bachnahen Fischbrunnen (ca. 310 m) auf. Dort knickt er fast rechtwinklig etwa nach Südwesten ab und läuft dann auf etwa 500 m Fließstrecke südwestwärts am Südfuß des Braunsberges entlang. Dabei wird der Bach von einer alten Hochstraße begleitet. Dann wird er auf seiner rechten Seite von einem Gebirgsbächlein gespeist, wendet sich nach Südsüdwesten und passiert weiterhin den Großen Mückenkopf im Westen. Am Südwesthang des Berges fließt ihm auf seiner linken Seite ein weiterer kleiner Gebirgsbach zu.
Anschließend erreicht der Fischbach das etwa 21 ha große Naturschutzgebiet Wolfsägertal. Dann zwängt er sich zwischen dem Mückenberg (415,6 m) im Osten sowie dem Kleinebet (362,5 m) und dem Großebet (387,4 m) im Westen hindurch. Auf seinen Weg zwischen diesen Bergen wird er von weiteren kleinen Gebirgsbächen gestärkt.
In der Nähe des Nollenkopfs (382 m) fließt der Fischbach durch einen Weiher. Danach läuft er östlich erst am Hirschfelsen sowie dann am Großen Helmersberg (368,5 m) und dessen Südostsporn Kleinen Helmersberg (ca. 315 m) vorbei. Beim Petersfelsen verlässt er das Naturschutzgebiet, fließt am Großen Samsberg (344,3 m) vorbei und erreicht den Kernort von Fischbach bei Dahn. Dort fließt er parallel zur Dahner Straße und unterquert dann die Bitscher Straße. Kurz danach spaltet sich rechts ein künstlich angelegter Seitenarm ab, der nach Südosten dem Saarbach genannten Oberlauf der Sauer zufließt.
Nach dem Durchfließen der Ortschaft Fischbach bei Dahn mündet der Fischbach auf 218 m Höhe ebenfalls in den dort von Westen kommenden Sauer-Oberlauf Saarbach.

## Tourismus
Dem gesamten Flussverlauf entlang führt die Biosphärentour. Entlang seines mittleren und unteren Verlaufs folgt ihm ein Wanderweg, der mit einem grün-gelben Balken markiert ist und der von Kirchheimbolanden bis nach Hirschthal führt. Der mit einem rot-weißen Balken gekennzeichnete Höcherbergweg folgt seinem Unterlauf entlang der Dahner Straße in Fischbach.